# Odette Gartenlaub
Odette Gartenlaub est une pianiste, compositrice et pédagogue française, née le 13 mars 1922 à Paris et morte dans la même ville le 20 septembre 2014.

## Biographie
Odette Gartenlaub naît le 13 mars 1922 à Paris dans le troisième arrondissement, rue Debelleyme, au sein d'une famille d'artisans horlogers.
Elle commence la musique à l'âge de sept ans et entre à neuf ans au Conservatoire de Paris, où elle obtient la même année une première médaille de solfège. Après une première médaille de piano en 1934, dans la classe de Mademoiselle Chapart, elle obtient à quatorze ans un premier prix de piano à l'unanimité dans la classe de Marguerite Long, en 1936.
En 1937, elle joue la Fantaisie de Schubert-Liszt avec l'orchestre de la Société des concerts du Conservatoire, sous la direction de Gustave Cloëz. À quinze ans, elle est lauréate du premier concours international Gabriel Fauré, dont le prix consistait en l’enregistrement d’un disque pour Pathé. Elle perfectionne sa technique avec Lazare-Lévy et Yves Nat.
Au-delà du piano, Odette Gartenlaub poursuit ses études musicales et s'inscrit en classe d'histoire de la musique au Conservatoire, dans la classe de Maurice Emmanuel, auquel succède Louis Laloy. En 1938, elle étudie l'harmonie avec André Bloch, exclu en 1940 du conservatoire en raison des lois anti-juives promulguées par l'État français, qui est remplacé par Olivier Messiaen.
En 1942, elle est à son tour victime des lois antisémites du régime de Vichy en étant renvoyée du Conservatoire. Elle travaille alors comme assistante sociale à l'Union générale des israélites de France.
À la Libération, elle reprend sa scolarité, en classe d'écriture de Noël Gallon, et obtient en 1946 un premier prix de fugue. Elle est admise dans la classe de composition d’Henri Büsser, auquel succédera Darius Milhaud, avec qui elle travaillera également.
Büsser l’incite à concourir pour le Prix de Rome, mais trouvant son nom trop germanique, insiste pour qu’elle se présente sous le nom de Garty. C’est donc sous le nom d’Odette Garty qu’elle obtient en 1948 le premier Grand prix de Rome, pour la mise en musique d’un poème de Charles Clerc racontant la légende de Sainte Geneviève, la cantate Genovefa.
Elle est pensionnaire de l'Académie de France à Rome pendant trois ans et demi. À son départ en 1952 de la Villa Médicis, dirigée par Jacques Ibert, elle rentre à Paris et poursuit une carrière de pianiste et compositrice, se produisant régulièrement à la Radiodiffusion-télévision française, en province et à l’étranger.
En 1954, Odette Gartenlaub rencontre le chef d’orchestre Désiré-Émile Inghelbrecht qui lui fait jouer avec l’Orchestre national au Théâtre des Champs-Élysées la Symphonie sur un chant montagnard de d'Indy, les concertos de Bach, Liszt, Schumann, ainsi que son deuxième concerto, et lui demande de participer à ses émissions radiophoniques « Entretiens autour d’un piano ». À cette époque, elle enregistre avec la chanteuse Flore Wend un disque de mélodies de Debussy, qui reçoit le Grand prix du disque. Elle fonde avec le violoniste Serge Blanc et le violoncelliste Raphaël Sommer le Trio Da Camera de Paris, avec lequel elle fera plusieurs tournées en France et à l'étranger. Un autre trio, le trio de Paris, constitué avec Bernard Haultier (son mari) à la clarinette et Jacques Serres au violoncelle, lui permet de jouer les pièces de Brahms, Glinka et Beethoven, en France, au Maroc et en Algérie. En solo, en plus des récitals et des concertos donnés dans les grandes salles parisiennes avec des orchestres réputés tels l'Orchestre national ou l'Orchestre Pasdeloup, elle enregistre en 1962 pour le label Euro-son un disque Debussy.
Parallèlement, Odette Gartenlaub est nommée au Conservatoire de Paris, assistante de Jeanne-Marie Darré (piano) puis professeur de solfège en 1959, professeur de déchiffrage pour les pianistes en 1968, et professeur de pédagogie de la formation musicale (FM) en 1976. Elle marque de son empreinte l'établissement, formant plus de 120 professeurs, jusqu'à sa retraite en 1989.
Elle est à l’origine en 1975-1976 — à la demande de Marc Bleuse, inspecteur à la Direction de la Musique — d’une réflexion sur l’enseignement du solfège, qui aboutira à la réforme pédagogique de la formation musicale. Soucieuse de matérialiser cette réforme par la pratique, outre son poste de pédagogie de la FM qui formera de nombreux enseignants dans toute la France, sa réflexion pédagogique l'amènera à écrire des ouvrages pour tous niveaux et tous instruments. Elle fonde en 1984 l’association des professeurs de formation musicale (APFM), dont elle sera présidente jusqu’en 1995.
Parallèlement à sa carrière de professeur et pédagogue, Odette Gartenlaub a composé des œuvres à visée pédagogique, de la musique de chambre, des pièces orchestrales, de la musique vocale et instrumentale.
Elle meurt dans le 14e arrondissement de Paris le 20 septembre 2014 et est inhumée au cimetière parisien de Bagneux (division 106). Elle était commandeur de l'ordre des Arts et des lettres.

## Œuvre

### Compositions
Parmi ses compositions, au sein d'un riche catalogue, figurent notamment :

#### Musique vocale
- La Cassandre d'espoir, texte de Jean-Claude Ibert, pour chœur mixte et piano
- Danse des fous (Jean-Claude Ibert), pour chœur mixte et piano
- Ophélie (Maurice Carême), pour voix de femmes
- La Prière (Maurice Carême), pour voix d'enfants
- Le Chemin, jazz oratorio pour chœur mixte et orgue, en collaboration avec Jack Diéval

#### Musique pour orchestre
- Psaume, pour chœur et orchestre
- Espace sonore, pour deux voix de femmes et petit orchestre
- Concerto pour flûte et orchestre
- Deux concertos pour piano et orchestre
- Concerto pour clarinette et orchestre
- Ballets pour Caserta, pièces brèves pour petit ensemble
- Deux images, pour hautbois, clarinette et orchestre à cordes

#### Musique légère pour orchestre
- Neguev
- Fumées
- Balancelle
- Danse de fantoche
- Pirouettes, avec piano

#### Musique de chambre
- Deux quintettes à vent
- Sextuor, pour flûte, hautbois, clarinette, basson, cor et percussion
- Tubulaire, pour 4 trompettes et 4 trombones
- Plusieurs partitions pour les concours du Conservatoire de Paris[10], dont Sonatine pour basson et piano (imposé en 1959, 1963 et 1966), et Profils pour le même effectif (imposé en 1966, 1970 et 2000)[2]

### Discographie
En discographie, relevée par Jean-Michel Ferran :
- Trois chansons de Bilitis, Trois ballades de François Villon, Proses lyriques de Debussy, par O. Gartenlaub (piano) et Flore Wend (soprano), disques Vendôme, 1954
- Lieder de Mozart, par O. Gartenlaub (piano) et Flore Wend (soprano), disques Vendôme, 1959
- Claude Duboscq, par le Trio Da Caméra : Serge Blanc (violon), Raphaël Sommer (violoncelle), Odette Gartenlaub (piano), et Alexandre Léger et Laurent Le Flécher, Forgotten records, 1961
- Claude Debussy, œuvres pour piano, par O. Gartenlaub, disques Euroson, 1962
- Horace, de Corneille, textes choisis, sélections sonores Bordas, musique d'Odette Gartenlaub ; présentés par Pol Gaillard
- Polyeucte, de Corneille, textes choisis, sélections sonores Bordas, musique d'Odette Gartenlaub ; présentés par Pol Gaillard
- Les Caractères de La Bruyère, Club du piano no 1, extraits de compositions d'O. Gartenlaub, l'auteur au piano, disques CBS
- Le Chemin, Jazz oratorio d'Odette Gartenlaub et Jack Diéval, Philips, 1969
- Sonates de Brahms pour clarinette et piano, avec Guy Deplus, (clarinette) Club français du disque
- Improvisation pour trombone solo d'Odette Gartenlaub, avec des œuvres de Samuel Rousseau, Alexandre Guilmant, Eugène Bigot, Henri Dutilleux et Claude Arrieu, par Gilles Millière (trombone) et Camille Merlin (piano)
- Concerto pour piano no 23 K 488 de Mozart, Odette Gartenlaub (piano), orchestre symphonique des Vosges, disques Klinger Favre
- Four elements, œuvres pour cor de compositrices : Pour le cor d'Odette Gartenlaub et œuvres de Jane Vignery, Carol Barnett, Elsa Barraine, Edna Frida Pietsch, Jeanine Rueff, Elizabeth Raum, Ann Callaway et Maria Grenfell, par Lin Foulk (cor) et Martha Fischer (piano)

## Distinctions

### Prix
- 1947 : Second prix de Rome en composition musicale avec mention
- 1948 : Premier prix de Rome en composition musicale
- 1954: grand prix du disque ; Debussy, Flore Wend (chant), Odette Gartenlaub (piano).

### Décorations
- Commandeur de l'ordre des Arts et des Lettres (promotion du 28 mai 1997[13].)

### Postérité
- Plaque commémorative au 36, rue Louise-Émilie de la Tour d’Auvergne, 9e arrondissement de Paris.